# セントラル硝子
セントラル硝子株式会社（セントラルがらす、英: Central Glass Co., Ltd.）は、 東京都千代田区に本社があるガラス製品・化学品を製造する日本の企業。設立の経緯から証券区分は化学になっている。
初代社長で、当時東見初炭鉱（後に宇部興産に吸収合併）社長であった国吉信義（後に宇部興産取締役、宇部市長）が、宇部興産取締役であった中安閑一からソーダ工業の会社を立ち上げることを薦められ、設立に至った。宇部興産は当時需要が急増していた硫安やセメントの製造に追われており、ソーダ工業の企業化まで手がけることが難しかったことから、国吉に上記の話が持ち込まれた。
宇部工場の軟式野球部は全国でもトップクラスの強豪として知られる。

## 沿革
- 1936年10月10日 - 資本金750万円をもって、宇部曹達工業として設立。
- 1949年5月 - 株式を東京、大阪両証券取引所に上場。
- 1958年 - 宇部曹達工業の出資によってセントラル硝子を設立、翌年には堺市で透明板ガラスの生産を開始。
- 1963年1月 - 宇部曹達工業は旧セントラル硝子を吸収合併し、社名をセントラル硝子株式会社に変更。
- 2003年 - セントラル化学を吸収合併。

## 工場
- 宇部工場 - 山口県宇部市大字沖宇部5253
- 松阪工場 - 三重県松阪市大口町1521-2
- 松阪工場堺製造所 - 大阪府堺市堺区築港南町6番地
- 宇部工場川崎製造所 - 神奈川県川崎市川崎区浮島町10番2号

## その他
同社製の強化ガラスや耐熱強化ガラスの一部について、ヒートソーク（異物が混入している場合にガラスを強制的に膨張させ破損させること）を実施しないまま出荷していたことが2018年10月に判明し、同社では当該製品が破損などした場合、代替ガラスの提供などを実施するとしている。